# Melanoxanthus insignus
Melanoxanthus insignus là một loài bọ cánh cứng trong họ Elateridae. Loài này được Fleutiaux miêu tả khoa học năm 1921.